# ینگی چیناز
ینگی چیناز (به ازبکی: Yangi Chinaz) یک منطقهٔ مسکونی در ازبکستان است که در شهرستان چیناز واقع شده‌است. ینگی چیناز ۳٬۷۰۰ نفر جمعیت دارد.